# Tropheops novemfasciatus
Tropheops novemfasciatus är en fiskart som först beskrevs av Regan 1922.  Tropheops novemfasciatus ingår i släktet Tropheops och familjen Cichlidae. IUCN kategoriserar arten globalt som livskraftig. Inga underarter finns listade i Catalogue of Life.